# Marcelová
Marcelová es un municipio del distrito de Komárno en la región de Nitra, Eslovaquia, con una población estimada a final del año 2024 de 3794 habitantes.
Se encuentra ubicado al suroeste de la región, cerca de los ríos Danubio y Váh, y de la frontera con Hungría.

## Demografía
| Año        | 1994 | 2004    | 2014    | 2024    |
| ---------- | ---- | ------- | ------- | ------- |
| Población  | 3773 | 3836    | 3764    | 3794    |
| Diferencia |      | +1,66 % | −1,87 % | +0,79 % |

| Año        | 2023 | 2024    |
| ---------- | ---- | ------- |
| Población  | 3802 | 3794    |
| Diferencia |      | −0,21 % |